# Chillicothe (Ohio)
Chillicothe é uma cidade localizada no estado norte-americano de Ohio, no Condado de Ross.

## Demografia
Segundo o censo norte-americano de 2000, a sua população era de 21.796 habitantes.
Em 2006, foi estimada uma população de 22.216, um aumento de 420 (1.9%).

## Geografia
De acordo com o United States Census Bureau tem uma área de
25,2 km², dos quais 24,7 km² cobertos por terra e 0,5 km² cobertos por água.

## Localidades na vizinhança
O diagrama seguinte representa as localidades num raio de 24 km ao redor de Chillicothe.